# Brendan Dolan
Brendan Dolan (Dublín, 30 de noviembre de 1966) es un deportista irlandés que compitió en remo. Ganó una medalla de bronce en el Campeonato Mundial de Remo de 1997, en la prueba de cuatro scull ligero.

## Palmarés internacional
| Campeonato Mundial | Campeonato Mundial     | Campeonato Mundial | Campeonato Mundial  |
| Año                | Lugar                  | Medalla            | Prueba              |
| ------------------ | ---------------------- | ------------------ | ------------------- |
| 1997               | Aiguebelette (Francia) | Medalla de bronce  | Cuatro scull ligero |